# سیارک ۶۲۶۷
سیارک ۶۲۶۷ (به انگلیسی: 6267 Rozhen، نامگذاری:1987SO9) شش هزار و دویست و شصت و هفتمین سیارک کشف شده‌است که در ۲۰ سپتامبر ۱۹۸۷ کشف شد.
قدر مطلق سیارک برابر ۱۶.۲ است.